# Phelliogeton falklandicus
Phelliogeton falklandicus är en havsanemonart som beskrevs av Oscar Henrik Carlgren 1927. Phelliogeton falklandicus ingår i släktet Phelliogeton och familjen Bathyphellidae. Inga underarter finns listade i Catalogue of Life.